# The 5th Monkey
The 5th Monkey er en amerikansk film fra 1990 af Éric Rochat.

## Medvirkende
- Ben Kingsley som Cunda
- Silvia De Carvalho som Maria
- Mika Lins som Octavia
- Vera Fischer som Mrs. Watts